# Harpalyke (Tochter des Harpalykos)
Harpalyke (altgriechisch Ἁρπαλύκη Harpalýkē, deutsch ‚räuberische Wölfin‘) ist in der griechischen Mythologie eine thrakische Heroine und amazonenhafte Jägerin.
Sie ist die Tochter des Thrakers Harpalykos, des Königs der Amymaier (oder Amymonier). Als ihre Mutter früh stirbt, nährt ihr Vater sie mit der Milch von Färsen und Stuten. Da es sein Wunsch ist, dass sie später seine Nachfolgerin wird, erzieht er sie in den kriegerischen Künsten, womit er Erfolg hat, denn es gelingt Harpalyke, ihren verwundeten Vater zu retten, als der vom aus Troja heimkehrenden Neoptolemos angegriffen wird.
Als ihr Vater in einer Erhebung seines Volkes gegen ihn umkommt, nimmt sie sich seinen Tod aber derart zu Herzen, dass sie in die Wildnis zieht und in den Wäldern das Leben einer Jägerin und Viehdiebin führt, was ihr zum Verhängnis wird, da sie schließlich von Hirten, an deren Herden sie sich vergriffen hat, in Jagdnetzen gefangen und erschlagen wird.
Nach ihrem Tod kommt es aber wegen eines geraubten Zickleins zu einem blutigen Kampf unter den Hirten. Daher rührt dann die Sitte, zur Sühnung am Grabhügel der Harpalyke ein Festmahl zu halten und Scheinkämpfe aufzuführen.
Die Gestalt der Harpalyke soll Vergil als Vorbild für den Mythos der Camilla gedient haben, der ganz ähnliche Elemente aufweist.